# 陳堯言 (萬曆進士)
陳堯言（？—1631年），字汝则，號咸池，浙江温州府永嘉县人。明朝政治人物。

## 生平
萬曆四十六年（1618年）戊午科浙江鄉試舉人，明年（1619年）联捷己未科進士。吏部觀政，授行人，天啓辛酉、丁卯两次分较北闱，所得皆名士。持节使赵、楚二藩，馈遗悉无所受。崇祯朝擢南户科给事中，值南储告匮，京军十数万衆噪正阳门，尧言以陵寝重地飞章奏请，得给各卫旗船漕米二十馀万石，六军欢呼。寻为忌者所中，崇祯四年（1631年）出补陜西右参议，至中途婴疾，乃缴敕归，卒。著有《留省焚馀》、《留垣谏草》。

## 家族
曾祖陳補。祖父陳現。父陳應科。